# 헨테파이드
《헨테파이드》(영어: Gentefied)는 넷플릭스에서 2020년 2월부터 방영된 미국의 코미디 드라마이다. 2017년 선댄스 영화제에서 공개된 동명의 웹 드라마를 각색한 작품으로, 스페인어와 영어를 사용하는 멕시코 이민자 가족과 그들이 사는 로스앤젤레스 이야기, 사랑 이야기를 다루고 있다.

## 출연진

### 주연
- 호아킨 코시오 - 카시미로 모랄레스, 일명 '팝'
- J. J. 소리아 - 에리크 모랄레스
- 캐리 마틴 - 아나 모랄레스
- 카를로스 산토스 - 크리스 모랄레스

### 조연
- 훌리사 칼데론 - 예시카 카스티요
- 하이메 알바레스 - 하비에르
- 그레그 엘리스 - 오스틴 셰프
- 애니 곤살레스 - 리디아 솔리스
- 비앙카 멜가 - 나벨리 모랄레스
- 로라 파탈라노 - 베아트리스 모랄레스
- 라파엘 시글러 - 판초 솔리스
- 알 파티뇨 - 체이
- 브렌다 반다 - 노마
- 펠리페 에스파르사
- 미셸 오르티스 - 코니

## 에피소드 목록
모든 에피소드는 2020년 2월 21일에 공개되었다.
| 회차 | 제목                           | 감독            | 각본                                                      | 분량 |
| ---- | ------------------------------ | --------------- | --------------------------------------------------------- | ---- |
| 1    | "카시미로" "Casimiro"          | 마빈 레무스     | 마빈 레무스, 린다 이벳 차베스                             | 30분 |
| 2    | "문제의 보석금" "Bail Money"   | 마빈 레무스     | 마빈 레무스, 린다 이벳 차베스                             | 30분 |
| 3    | "멕시코인이라면" "Bad Hombres" | 아메리카 페레라 | 알레시아 코스탄티니                                       | 27분 |
| 4    | "백수 만세!" "Unemployed AF"   | 아메리카 페레라 | 아리엘 디아스                                             | 32분 |
| 5    | "끝내주는 벽화" "The Mural"    | 마타 커닝햄     | 린다 이벳 차베스                                          | 30분 |
| 6    | "거짓 약속" "The Grapevine"    | 마타 커닝햄     | 마빈 레무스                                               | 26분 |
| 7    | "브라운 러브" "Brown Love"     | 오로라 게레로   | 모니카 메이서                                             | 31분 |
| 8    | "여자의 일생" "Women's Work"   | 오로라 게레로   | 에밀리아 세라노                                           | 25분 |
| 9    | "타코 시위" "Protest Tacos"    | 앤드루 안       | 모니카 메이서, 카밀리아 마리아 콘셉시온, 제이미 베스 텅클 | 31분 |
| 10   | "델피나" "Delfina"             | 앤드루 안       | 린다 이벳 차베스, 마빈 레무스                             | 31분 |